# Daniel Guillermo Cardozo Corvalán
Daniel Guillermo Cardozo Corvalán (21 de julio de 1982, Buenos Aires) es un exfutbolista argentino con nacionalidad española y residencia italiana. Se desempeñaba por el sector izquierdo. Juega al fútbol desde los ocho años. Se inició en Chacarita Juniors pasando por Deportivo Merlo, entre otros, hasta llegar a jugar en el Compostela de España. Actualmente es entrenador profesional de fútbol y docente. En 2008 disputó la Copa de Italia.

## Clubes
| Club              | País          | Año        |
| ----------------- | ------------- | ---------- |
| Chacarita Juniors | Argentina     | ¿?-2001    |
| Deportivo Merlo   | Argentina     | 2001-2004  |
| Castelldefels     | España        | 2005-2006  |
| Compostela        | España        | 2006-2007  |
| Talavera          | España        | 2007-2008  |
| Ferrandina Calcio | Italia        | 2008-2009  |
| Tamarite          | España        | 2009- 2010 |
| Metro FC          | Nueva Zelanda | 2011- 2012 |
| Maronese          | Argentina     | 2012-2013  |

## Fotos
|  |  |  |